# 온성역
온성역(穩城驛)은 조선민주주의인민공화국 함경북도 온성군 온성읍에 위치한 함북선의 철도역이다. 
온성군의 중심 철도역으로, 남양역을 거쳐 만주횡단철도와 연결되어 있다.